# Tiffany Géroudetová
Tiffany Géroudetová (* 3. září 1986 Sion, Švýcarsko) je švýcarská sportovní šermířka, která se specializuje na šerm kordem. Švýcarsko reprezentuje od prvního desetiletí jednadvacátého století. Na olympijských hrách startovala v roce 2012 a 2016 v soutěži jednotlivkyň. V roce 2011 získala titul mistryně Evropy v soutěži jednotlivkyň. Se švýcarským družstvem kordistek vybojovala v roce 2009 třetí místo na mistrovství Evropy.